# 第33回ロンドン映画批評家協会賞
33rd London Film Critics Circle Awards

2013年1月20日

作品賞: 

愛、アムール

英国作品賞: 

バーバリアン怪奇映画特殊音響効果製作所
第33回ロンドン映画批評家協会賞は、ロンドン映画批評家協会が2012年の映画に贈る賞であり、2012年12月18日にノミネート、2013年1月20日に結果が発表された。

## ノミネート

### 作品賞
- 『愛、アムール』
  - 『アルゴ』
  - 『ハッシュパピー 〜バスタブ島の少女〜』
  - 『ライフ・オブ・パイ/トラと漂流した227日』
  - 『ザ・マスター』

### 英国作品賞
- 『バーバリアン怪奇映画特殊音響効果製作所（英語版）』
  - The Imposter
  - 『レ・ミゼラブル』
  - 『サイトシアーズ〜殺人者のための英国観光ガイド〜』
  - 『007 スカイフォール』

### 外国語映画賞
- 『君と歩く世界』 -  フランス/ ベルギー
  - 『愛、アムール』 -  オーストリア/ フランス/ ドイツ
  - 『ホーリー・モーターズ』 -  フランス/ ドイツ
  - Once Upon a Time in Anatolia -  トルコ/ ボスニア・ヘルツェゴビナ
  - 『熱波』 -  ポルトガル

### ドキュメンタリー映画賞
- The Imposter
  - London: The Modern Babylon
  - 『光、ノスタルジア』
  - The Queen of Versailles
  - 『シュガーマン 奇跡に愛された男』

### 監督賞
- アン・リー - 『ライフ・オブ・パイ/トラと漂流した227日』
  - ポール・トーマス・アンダーソン - 『ザ・マスター』
  - キャスリン・ビグロー - 『ゼロ・ダーク・サーティ』
  - ヌリ・ビルゲ・ジェイラン - Once Upon a Time in Anatolia
  - ミヒャエル・ハネケ - 『愛、アムール』

### 脚本賞
- ミヒャエル・ハネケ - 『愛、アムール』
  - クリス・テリオ - 『アルゴ』
  - クエンティン・タランティーノ - 『ジャンゴ 繋がれざる者』
  - ポール・トーマス・アンダーソン - 『ザ・マスター』
  - マーク・ボール - 『ゼロ・ダーク・サーティ』

### ブレイクスルー英国映画作家賞
- アリス・ロウ、スティーヴ・オラム - 『サイトシアーズ〜殺人者のための英国観光ガイド〜』
  - ベン・ドリュー - Ill Manors
  - サリー・エル・ホサニ - My Brother the Devil
  - デクスター・フレッチャー - Wild Bill
  - バート・レイトン - The Imposter

### 主演男優賞
- ホアキン・フェニックス - 『ザ・マスター』
  - ダニエル・デイ＝ルイス - 『リンカーン』
  - ヒュー・ジャックマン - 『レ・ミゼラブル』
  - マッツ・ミケルセン - 『偽りなき者』
  - ジャン＝ルイ・トランティニャン - 『愛、アムール』

### 主演女優賞
- エマニュエル・リヴァ - 『愛、アムール』
  - ジェシカ・チャステイン - 『ゼロ・ダーク・サーティ』
  - マリオン・コティヤール - 『君と歩く世界』
  - ヘレン・ハント - 『セッションズ』
  - ジェニファー・ローレンス - 『世界にひとつのプレイブック』

### 助演男優賞
- フィリップ・シーモア・ホフマン - 『ザ・マスター』
  - アラン・アーキン - 『アルゴ』
  - ハビエル・バルデム - 『007 スカイフォール』
  - マイケル・ファスベンダー - 『プロメテウス』
  - トミー・リー・ジョーンズ - 『リンカーン』

### 助演女優賞
- アン・ハサウェイ - 『レ・ミゼラブル』
  - エイミー・アダムス - 『ザ・マスター』　
  - ジュディ・デンチ - 『007 スカイフォール』
  - サリー・フィールド - 『リンカーン』
  - イザベル・ユペール - 『愛、アムール』

### 英国男優賞
- トビー・ジョーンズ - 『バーバリアン怪奇映画特殊音響効果製作所（英語版）』
  - ダニエル・クレイグ - 『007 スカイフォール』
  - チャーリー・クリード - Wild Bill
  - ダニエル・デイ＝ルイス - 『リンカーン』
  - スティーヴ・オラム - 『サイトシアーズ〜殺人者のための英国観光ガイド〜』

### 英国女優賞
- アンドレア・ライズボロー - 『シャドー・ダンサー』
  - エミリー・ブラント - 『LOOPER/ルーパー』、『ラブ・トライアングル』
  - ジュディ・デンチ - 『マリーゴールド・ホテルで会いましょう』、『007 スカイフォール』
  - アリス・ロウ - 『サイトシアーズ〜殺人者のための英国観光ガイド〜』
  - ヘレン・ミレン - 『ヒッチコック』

### 若手英国俳優賞
- トム・ホランド - 『インポッシブル』
  - サマンサ・バークス - 『レ・ミゼラブル』
  - フェディ・イルサレド - My Brother the Devil
  - ウィル・ポールター - Wild Bill
  - ジャック・レイナー - What Richard Did

### 技術貢献賞
- 『ライフ・オブ・パイ/トラと漂流した227日』 - ビル・ウェステンホファー、視覚効果
  - 『アンナ・カレーニナ』 - ジャクリーヌ・デュラン、衣裳
  - 『アルゴ』 - ウィリアム・ゴールデンバーグ、編集
  - 『ハッシュパピー 〜バスタブ島の少女〜』 - ベン・リチャードソン、撮影
  - 『バーバリアン怪奇映画特殊音響効果製作所（英語版）』 - ジョーキム・サンドストローム&スティーヴィー・ヘイウッド、サウンドデザイン
  - 『ホーリー・モーターズ』 - バーナード・フロッチ、メイクアップ
  - 『ライフ・オブ・パイ/トラと漂流した227日』 - クラウディオ・ミランダ、撮影
  - 『ザ・マスター』 - ジャック・フィスク&デヴィッド・クランク、プロダクションデザイン
  - My Brother the Devil - デヴィッド・レイデッカー、撮影
  - 『君と歩く世界』 - アレクサンドル・デスプラ、音楽

### ディリス・パウエル賞
- ヘレナ・ボナム＝カーター